# Prieteni de departe
Prieteni de departe (engleză: batteries not included) este un film SF de familie regizat de Matthew Robbins. Filmul prezintă mici mașini extraterestre care sunt vii și care salvează un bloc de apartamente de la a fi demolat. Povestea inițial a fost destinată să fie inclusă în serialul de televiziune Amazing Stories (Călătorie în timp), dar lui Steven Spielberg i-a plăcut ideea atât de mult încât a decis să facă un film separat. Multe dintre titlurile filmului în alte limbi (printre care varianta suedeză, finlandeză, franceză, germană, italiană, portugheză și spaniolă latino-americană) au folosit titlul Miracle on 8th Street (Miracolul de pe strada 8).

## Distribuție
- Hume Cronyn - Frank Riley
- Jessica Tandy - Faye Riley
- Frank McRae - Harry Noble
- Elizabeth Peña - Marisa Esteval
- Dennis Boutsikaris - Mason Baylor
- Michael Carmine - Carlos
- John Pankow - Kovacs
- Michael Greene - Lacey
- Tom Aldredge - Sid Hogenson
- Wendy Schaal - Pamela